# Georg Christian Ulrich
Georg Christian Ulrich (11. januar 1762 i Hannover – 5. maj 1835 i Sorø) var en dansk forstmand.
Han blev født i Hannover, hvor faderen, Justus Sigismund Ulrich, var førster; moderens navn var Marie Elisabeth Salome, født Kaiser. Ulrich kom 1787 til Danmark; 1789-1801 var han ansat på Pederstrup hos statsminister C.D.F. Reventlow, 1801-05 som skovrider på 2. Københavns Distrikt, 1805-33 som forstinspektør ved Sorø Akademi og tillige ved de spredte sydlige statsskove; 1817 udnævntes han til kammerråd, 1828 til virkelig justitsråd. Ulrich, der døde i Sorø 5. maj 1835, hører, sammen med Georg Wilhelm Brüel, C.V. Oppermann og F.G.E. Sarauw, til den kreds af dygtige hannoveranske forstmænd, der omkring år 1800 bidrog til at grundlægge vort skovbrug; han var en meget virksom mand, der bestyrede en stor mængde skove og lagde plan for deres drift.
1789 ægtede han Margrethe Sophie Sparre (4. maj 1772 - 7. april 1844), datter af købmand i Randers Rasmus Sparre og plejedatter af Niels Brock. Fra dem nedstammer en talrig slægt af danske forstmænd, blandt dem sønnesønnen Christian Ulrich.